# Laurens Hammond
Laurens Hammond, född 11 januari 1895 i Evanston, Illinois i USA, död 3 juli 1973, var en amerikansk ingenjör. Han är känd för att han uppfann och patenterade en elektrisk orgel, Hammondorgeln, under 1930-talet. Dessa spreds till Europa av soldater i USA:s väpnade styrkor och användes flitigt i 1960-talets popmusik. Emellertid blev senare mera mångsidiga synthesizers rådande på marknaden.  
Hammond arbetade under andra världskriget åt armén och medverkade till utformandet av fjärrstyrda raketer samt uppfann en kameraslutare och ett gyroskop. Hans uppfinning användes därefter vid utvecklandet av de ballistiska robotar som finns på atomubåtar. 